# Distrito de Karimganj
Karimganj es un distrito de India en el estado de Assam. Código ISO: IN.AS.KR.
Comprende una superficie de 1 809 km².
El centro administrativo es la ciudad de Karimganj.

## Demografía
Según censo 2011 contaba con una población total de 1 217 002 habitantes, de los cuales 596 280 eran mujeres y 620 722 varones.